# Explosionstemperatur
Die Explosionstemperatur ist die höchste erreichte Temperatur bei einer Explosion. Bei der Verpuffungstemperatur beginnt eine chemische Kettenreaktion, d. h. bei der Zersetzung wird mehr Energie frei als ursprünglich zugeführt wurde. Dadurch steigert sich sowohl die Reaktionsgeschwindigkeit als auch die Reaktionstemperatur zu einem stofftypischen Endwert, der allgemein als Explosionstemperatur bezeichnet wird. Diese Temperatur ist charakteristisch für die Art und die Qualität eines Sprengstoffes.
G. Tamman wies 1919 nach, dass der Druck keinen Einfluss auf  die Explosionstemperatur hat.